# تیرول جنوبی
آلتو آدیجه (به ایتالیایی: Alto Adige) که با نام تیرول جنوبی (آلمانی و لادین:Südtirol)، (ایتالیایی:Sudtirolo) نیز شناخته می‌شود یکی از دو استان از منطقهٔ خودمختار ترنتینو آلتو آدیجه در ایتالیا است که مردم آن به زبان آلمانی صحبت می‌کنند. این منطقه ۷٬۴۰۰ کیلومترمربع مساحت دارد و در سال ۲۰۱۱ جمعیت آن ۵۱۱٬۷۵۰ نفر بوده‌است و شهر اصلی و مرکزی این منطقه بولزانو نام دارد.

## جمعیت و زبان
بر اساس سرشماری سال ۲۰۱۱، ۶۲٫۳٪ از جمعیت آن از آلمانی به عنوان زبان اول خود استفاده می‌کنند (آلمانی معیار به صورت نوشتاری و یک گویش‌های بایرنی به صورت گفتاری). ۲۳٫۴٪ از جمعیت، عمدتاً در دو شهر بزرگ و اطراف آن (بولزانو، با اکثریت ایتالیایی زبان، و مرانو، با اکثریت اندکی آلمانی زبان) ایتالیایی صحبت می‌کنند. ۴٫۱٪ به لادین، یکی زبان‌های رتی-رومی صحبت می‌کنند. ۱۰٫۲٪ از جمعیت (عمدتاً مهاجران اخیر) به زبان مادری دیگری صحبت می‌کنند. از ۱۱۶ شهرداری تیرول جنوبی، ۱۰۳ شهر آلمانی‌زبان، هشت شهر لادین. زبان و پنج شهر اکثریت ایتالیایی‌زبان دارند. تیرول جنوبی با مهاجرت گسترده ایتالیایی‌ها از بقیه ایتالیا به بولزانو و اطراف آن پس از ۱۹۱۸ شکل گرفت.

### خودگردانی
در سال ۱۹۹۲ دو کشور ایتالیا و اتریش بر اساس توافق‌نامهٔ ۱۹۷۲ رسماً بر اختلافات عرضی پایان دادند و خودمختاری در تیرول طبق یک پیمان بین‌المللی برقرار شد. طبق این پیمان، خودگردانی گسترده‌ای در چارچوب نهادی فعلی به تیرول جنوبی ارائه شد، تا به عنوان راه حلی برای پایان مناقشات بین قومی و برای حفاظت موفق از اقلیت‌های زبانی باشد. چندین شهرداری در استان ونتو پس از اعطای خودمختاری بیشتر به تیرول جنوبی، رفراندوم‌هایی برای الحاق به این ایالت برگزار کرده‌اند.

## اقتصاد
به این استان سطح قابل توجهی از خودگردانی اعطا شده است که شامل طیف وسیعی از قوای مقننه و اجرایی انحصاری و یک رژیم مالی است که به آن اجازه می‌دهد ۹۰ درصد درآمد را حفظ کند و در عین حال به عنوان مشارکت کننده خالص در بودجه ملی باقی بماند. از سال ۲۰۱۶، تیرول جنوبی ثروتمندترین استان ایتالیا و ثروتمندترین استان اتحادیه اروپا است.
در بافت وسیع‌تر اتحادیه اروپا، این استان یکی از سه عضو منطقه یوروی تیرول–تیرول جنوبی–ترنتینو است که تقریباً دقیقاً با منطقه تاریخی تیرول مطابقت دارد. مناطق دیگر ابالت تیرول در اتریش، در شمال و شرق، و در جنوب ایتالیا استان خودمختار ترنتو هستند.